# Коронавірусна хвороба 2019 у Туркменістані
Офіційно в Туркменістані відсутні підтверджені випадки COVID-19. Уряд суттєво обмежив розповсюдження інформації про вірус.
«Репортери без кордонів» повідомили, що уряд Туркменістану заборонив слово «коронавірус» і що людей можуть заарештувати за носіння масок або обговорення пандемії. Пізніше організація виправила свій звіт, уточнивши, що саме слово не заборонено, але стверджує, що його було вилучено з інформаційних брошур і що уряд обмежує інформацію про вірус та надає «дуже однобічну інформацію».

## Хронологія

### 2020
31 січня авіакомпанія Turkmenistan Airlines оголосила про припинення польотів до Бангкока та Пекіна та здійснила туди чартерні рейси для повернення туркменських громадян.
29 лютого Туркменістан заборонив в'їзд громадян із країн, уражених вірусом. 5 березня трьом іноземним мандрівникам, двоє із них дипломати арабської країни, було відмовлено у в'їзді, коли вони вилетіли з Алмати, Казахстан. Їх рейс був перенаправлений до Туркменабату, а після прибуття до Ашгабату їх усіх відправили на рейс до Стамбула.
Із березня 2020 року з метою запобігання імпорту та поширенню коронавірусної інфекції всі літаки, що прибувають до Туркменістану з-за кордону, перенаправляються до міжнародного аеропорту Туркменабат. Пасажирів, які прибули з-за меж Туркменістану, обстежують на наявність ознак вірусу. Було запроваджено окрему процедуру для доставки хворих за необхідністю до інфекційного госпіталю. Медичний центр аеропорту обладнаний засобами індивідуального захисту. Після проходження медичного огляду літак разом із пасажирами на борту вилітає до Ашгабаду. Вильоти з Туркменістану здійснюються з міжнародного аеропорту Ашхабад.
У березні міжнародні рейси було скасовано. На територію Туркменістану допускаються особи, що мають спеціальний дозвіл та приїхали виключно для дипломатичних, офіційних, гуманітарних цілей. Більшість іноземних авіакомпаній скасували свої рейси до Туркменістану через низький попит. Бажаючі відвідати Туркменістан повинні мати свідоцтво про відсутність коронавірусу.
Навколо великих населених пунктів Туркменістану, включаючи столицю Ашгабад, були створені додаткові контрольні пункти. Перед входом у великі міста та селища вимірюють температуру тіла водіїв та пасажирів транспортних засобів за допомогою інфрачервоних термометрів. Ці заходи застосовується і до пасажирів на всіх внутрішніх рейсах.
Федерація футболу Туркменістану на невизначений термін призупинила всі турніри під її егідою, включаючи Прем'єр-лігу Туркменістану 2020. Спортивні заходи відновляться, ймовірно, 19 квітня.
Туркменістан вивіз своїх громадян із країн, заражених коронавірусом, таких як Китай, Росія, Туреччина та Білорусь.
Уряд Туркменістану обмежив вантажні перевезення на весь квітень у зв'язку з COVID-19.
«Репортери без кордонів» повідомили, що уряд Туркменістану заборонив слово «коронавірус» і що людей можуть заарештувати за носіння масок або обговорення пандемії. Пізніше організація виправила свій звіт, уточнивши, що саме слово не заборонено, але стверджує, що його було вилучено з інформаційних брошур і що уряд обмежує інформацію про вірус та надає «дуже однобічну інформацію». За даними «Хроніки Туркменістану», державні ЗМІ не починали повідомляти про заходи, які були вжиті до 25 березня.
Існує стурбованість економічними проблемами в Туркменістані, викликаними пандемією, враховуючи важливість торгівлі з Китаєм для економіки країни. Turkmenportal повідомляв, що в Туркменістані вже кілька років діє програма індустріалізації імпортозаміщення, вітчизняні підприємці та компанії в країні виробляють достатню кількість продуктів і лікарських засобів у широкому асортименті.
3 квітня президент Бердимухамедов наказав переглянути державний бюджет, переглянути плани будівництва нових будівель, вжити заходів для підтримки транспортних агентств, створити адекватну поставку товарів першої необхідності, і доручив: терміново розробити заходи щодо підтримки приватних підприємств у зв'язку з пандемією коронавірусу.
Спортивні заходи були проведені 7 квітня, щоб відзначити Всесвітній день здоров'я; Turkmenportal повідомив, що «У той час, коли ситуація з коронавірусом залишається напруженою у багатьох країнах світу, в Туркменістані завдяки своєчасним заходам було забезпечено спокійну епідеміологічну ситуацію».
9 квітня в Туркменістані було створено спеціальні медичні групи для контролю за охороною здоров'я з метою запобігання поширення COVID-19. Усіх громадян Туркменістану перевірять на наявність коронавірусу.
10 квітня президент Туркменістану Гурбангули Бердимухамедов заявив, що епідеміологічна ситуація в Туркменістані стабільна і під контролем".

### 2021
У грудні президент країни вчергове повторив, що у країні немає випадків інфікування.